# 国際連合安全保障理事会決議6
国連安全保障理事会決議6（こくさいれんごうあんぜんほしょうりじかいけつぎ6、英: United Nations Security Council Resolution 6, UNSCR6）は、1946年5月17日に国際連合安全保障理事会で全会一致で採択された決議。安全保障理事会が国連への新規加盟申請国を検討する日付を記載しリスト化した。
正確には、
1. 事務総長により受領される（既にされたものもあった）加盟申請は1946年8月にこの目的だけのために開催される安全保障理事会会合によって検討されるべきであること
2. 1946年7月15日までに事務総長により受領された加盟申請は安全保障理事会の理事国の代表によって構成される委員会に回付しその審査をうけ、遅くとも1946年8月1日までに安全保障理事会に報告すること

を決定している。
安全保障理事会の勧告に基づき加盟申請国を承認する処理を行うこととなっていた総会の第1回会期の第2部の開会日が9月3日に延期されたため、決議は7月24日に修正された。当初の決議の日付は、予定された招集日と実際の日との間隔と同じ日数だけ延期されている。
以後のものも含め国連への新規加盟に際しては国際連合憲章第4条の下に、国際連合の加盟国の地位は、同憲章における義務を受け入れ、機関の判断により、これらの義務を果たす能力と意思があるあらゆる平和を愛する国家に対し開かれていることを考慮することとなっている。